# Dysphania recessa
Dysphania recessa là một loài bướm đêm trong họ Geometridae.